# Darłowo (gromada)
Darłowo – dawna gromada, czyli najmniejsza jednostka podziału terytorialnego Polskiej Rzeczypospolitej Ludowej w latach 1954–1972.
Gromady, z gromadzkimi radami narodowymi (GRN) jako organami władzy najniższego stopnia na wsi, funkcjonowały od reformy reorganizującej administrację wiejską przeprowadzonej jesienią 1954 do momentu ich zniesienia z dniem 1 stycznia 1973, tym samym wypierając organizację gminną w latach 1954–1972.
Gromadę Darłowo z siedzibą GRN w mieście Darłowie (nie wchodzącym w jej skład) utworzono – jako jedną z 8759 gromad na obszarze Polski – w powiecie sławieńskim w woj. koszalińskim na mocy uchwały nr 43/54 WRN w Koszalinie z dnia 5 października 1954. W skład jednostki weszły obszary dotychczasowych gromad Dąbki, Domasławice, Rusko, Zagórzyn, Boblin i Żukowo Morskie ze zniesionej gminy Dobiesław oraz obszary dotychczasowych gromad Kopań i Cisowo ze zniesionej gminy Darłowo w tymże powiecie. Dla gromady ustalono 14 członków gromadzkiej rady narodowej.
31 grudnia 1959 do gromady Darłowo włączono obszar zniesionej gromady Kopnica w tymże powiecie.
31 grudnia 1968 do gromady Darłowo włączono obszar zniesionej gromady Krupy w tymże powiecie.
1 stycznia 1969 do gromady Darłowo włączono tereny o łącznej powierzchni 846,67 ha z miasta Darłowo w tymże powiecie, w tym 160,82 ha terenów rolnych przyległych do gruntów wsi Cisowo i 237,39 ha terenów rolnych przyległych do gruntów wsi Domasławice.
Gromada przetrwała do końca 1972 roku, czyli do kolejnej reformy gminnej. 1 stycznia 1973 w powiecie sławieńskim reaktywowano gminę Darłowo.